# Saison 6 de Futurama
Chronologie
Saison 5 Saison 7
Cet article présente le guide des épisodes de la sixième saison de la série télévisée d'animation américaine Futurama, sortie en 2 DVD de 13 épisodes suivant le Film de Futurama.

## Épisodes

### Épisode 1:Renaissance
- États-Unis : 17 juin 2010 sur Comedy Central[1]
- France : 13 février 2012 sur NRJ 12[2],[3]

- États-Unis : 2,92 millions de téléspectateurs (première diffusion)

- Gag du sous-titre : Renaissance (Rebirth en V. O.).
- Références :
  - Le titre de l’épisode fait allusion au relancement de la série après un hiatus de cinq ans.
  - L’histoire de l’épisode fait directement suite à la fin du film Vous prendrez bien un dernier vert ?.
  - La tenue de soirée portée par Bender dans la boîte de nuit est la même que celle de John Travolta dans le film La Fièvre du samedi soir.
  - L’idée d’utiliser des vidéos de caméras de surveillance pour recréer la personnalité de Leela dans un robot renvoie à la série Caprica.
  - L’endosquelette des robots à la fin de l’épisode ressemble à celui des machines de Terminator.

### Épisode 2:Innocence perdue
- États-Unis : 24 juin 2010 sur Comedy Central
- France : 13 février 2012 sur NRJ 12[3]

- États-Unis : 2,78 millions de téléspectateurs (première diffusion)

L'épisode reprend en partie Adam et Ève.
La sphère de la mort ressemble à l'étoile de la mort dans la saga Star Wars.
C'est aussi une référence à Star Trek, le film, dans lequel l'ancienne sonde spatiale Voyager VI, devenue V'Ger, menace de détruire la Terre. La collision de deux vaisseaux spatiaux, telle que reconstituée par le professeur, fait référence à l'épisode de la série originale Star Trek intitulé "le korrigan", dans lequel un phénomène similaire se produit.

### Épisode 3:L'Attaque des portables
- États-Unis : 1er juillet 2010 sur Comedy Central
- France : 14 février 2012 sur NRJ 12[3]

- États-Unis : 2,16 millions de téléspectateurs (première diffusion)

L'« eyePhone » est un clin d'œil à l'iPhone de Apple. La pub pour l'eyePhone reprend celle utilisée à la sortie de Ipod.
- Citation :

### Épisode 4:Mariages interdits
- États-Unis : 8 juillet 2010 sur Comedy Central
- France : 14 février 2012 sur NRJ 12[3]

- États-Unis : 2,01 millions de téléspectateurs (première diffusion)

L'épisode fait référence aux relations homosexuelles qui sont mal perçues (voire taboues) dans certaines régions du monde. Il fait surtout référence (cf titre en VO) à la proposition 8 qui était un référendum anti-mariage homosexuel en Californie.

### Épisode 5:Sciences idiotes
- États-Unis : 15 juillet 2010 sur Comedy Central
- France : 15 février 2012 sur NRJ 12[3]

- États-Unis : 2,20 millions de téléspectateurs (première diffusion)

- Le jeu télévisé du début ressemble à Qui veut gagner des millions ?.
- L'épisode parodie le film Da Vinci Code.
- Hermès Conrad fait référence au personnage d'Eric Cartman de South Park en disant « J'ai pas une ossature lourde, je suis juste gros ! » (la phrase originale étant l'inverse).
- Léonard de Vinci fait référence à Retour vers le futur en disant « Cette banane de Bilf se croit plus intelligent »

### Épisode 6:Inspection mortelle
- États-Unis : 22 juillet 2010 sur Comedy Central
- France : 15 février 2012 sur NRJ 12[3]

- États-Unis : 1,92 million de téléspectateurs (première diffusion)

- Gag du sous-titre : On vous a fait regarder (Made you Look en V. O.).
- Références :
  - Le titre de l’épisode fait référence à l’injection létale, une méthode d’exécution.
  - La « guerre sithile » (ou « invasion Sith ») de 2865 est une parodie de la guerre civile étasunienne ; le déguisement de Bender à sa reconstitution du début d’épisode imite le général George Pickett ; et les membres du « camp ennemi » quant à eux, y sont grimés en Sith de La Guerre des étoiles.
  - La réplique à la même reconstitution de Scruffy (« Une étoile qui brille deux fois plus fort brille deux fois moins longtemps. »), traduction adaptée d’une citation provenant originellement du Dao de jing de Lao Tseu, est un clin d’œil à Blade Runner.
  - Le Tyrannœil ainsi que le vieil homme faisant la queue pour son certificat de naissance, apparus à la Bureaucratie Centrale dans L’Inspectrice de l’administration centrale, y sont aperçus pour la seconde fois.
  - Le numéro de la salle des bureaux cloisonnés en cube (« 729 ») est lui-même un cube parfait ; la salle ainsi que la déclaration de Bender (« Jusqu’à maintenant, je pensais que les cubes géants étaient passionnants ») font référence au film du même nom ; la structure est aussi un clin d’œil au jeu télévisé d’oxo grandeur nature Hollywood Squares ; l’amovibilité des espaces de travail permettant à Hermes de rejoindre le sien imite un cube de Rubik ; et son voisin de bureau est une caricature de Paul Lynde, connu pour apparaître régulièrement dans la case centrale dudit jeu télévisé.
  - La lettre en alphabet extra-terrestre reçue par Leela à Planet Express dit : « Need extra cash? Melt down your old, unwanted humans, we pay top dollar » (« Besoin d’argent en plus ? Faîtes fondre vos vieux Humains indésirables, nous vous offrons le meilleur prix »).
  - La scène de la cabine téléphonique renverse la blague antérieure de Bender qui, par difficulté avec l’idée, en confondait une du XXIe siècle avec une cabine à suicide[4].
  - Un commerce aperçu à Tijuana, « ¡Ay! Cantina Turner », fait un calembour avec le duo Ike and Tina Turner ; et le nom du magasin de photographie croisé plus loin dans la même rue, « Adobe Photo Shoppe », parodie le logiciel de traitement d’image Adobe Photoshop.
  - Sa présence « en Italie la semaine dernière » mentionnée par Bender fait référence aux événements de l’épisode précédent.
  - La photographie sur l’enseigne de la « Fábrica Robotica de la Madre » abandonnée où est né Bender fait allusion à Frida Kahlo.
  - La sirène résonnant à Planet Express est la même que celle d’alarme du secteur 7G de la centrale nucléaire de Springfield des Simpsons.
  - La chanson de fin est You Are My Little Bird de la musicienne Elizabeth Mitchell.

### Épisode 7:Retour vers les futurs
- États-Unis : 29 juillet 2010 sur Comedy Central
- France : 16 février 2012 sur NRJ 12[3]

- États-Unis : 2,05 millions de téléspectateurs (première diffusion)

- Gag du sous-titre : Si vous le matez pas, un autre le fera (If you don't look, someone else will en V. O.).
- Références :
  - Le titre francophone de l’épisode fait référence à la série de films Retour vers le futur.
  - L’histoire de l’épisode est une relecture de la nouvelle science-fictive Flight to Forever de Poul Anderson.
  - La machine à voyager dans le temps du professeur ressemble à celles illustrées dans les films La Machine à explorer le temps de 1960 et C’était demain… ; la scission évolutive des Humains opérée en l’an cinq millions entre deux espèces, une intelligente et morale mais faible à la surface ainsi que les brutaux et stupides « Débilocks » (parodie des Morlocks) sous terre, est une allusion à l’œuvre éponyme de H. G. Wells.
  - Le Pr Farnsworth et Bender rappellent les événements de Tout se termine bien à Roswell et La Grande Aventure de Bender.
  - Les versions alternatives de la statue de la Liberté en l’an 10 000 parodient la fin emblématique du premier film La Planète des singes.
  - Les trois livres jetés au feu par Bender à la même époque sont : « Origine de l’espèce humaine » (référence probable à Origine du mariage dans l’espèce humaine (en) d’Edvard Westermarck) ; une liseuse Amazon ; et celui en alphabet extra-terrestre, « Voyage à rebours dans le temps simplifié ».
  - La chanson du montage de premier voyage à travers les époques est In the Year 2525 (Exordium and Terminus) de Zager and Evans ; ces dernières correspondent d’ailleurs à ses paroles.
  - L’an dix millions, à laquelle des machines tuent des Humains dans un monde post-apocalyptique, parodie celui de Terminator.
  - Lors de son discours, Adolf Hitler dit (en allemand) : « Betrachten Sie meinen Schnurrbart! » (« Contemplez ma moustache ! »).
  - En se rapprochant de leur propre époque, certains scènes antérieures de l’œuvre dans l’enceinte de Planet Express sont revues d’un autre point de vue.
  - La réplique « Vas-y, Marty ! » de Bender est un clin d’œil flagrant à Marty McFly, deutéragoniste dudit Retour vers le futur.
  - L’épisode établit l’univers de la série comme un Univers phénix et leur monde actuel, environ trois mètres plus bas que l’ancien (dont Fry, Bender et Farnsworth sont les seuls représentants dans le nouveau).

### Épisode 8:Les Chats savants
- États-Unis : 5 août 2010 sur Comedy Central
- France : 16 février 2012 sur NRJ 12[3]

- États-Unis : 1,95 million de téléspectateurs (première diffusion)

- Gag du sous-titre : Ou produit similaire (Or Similar Product en V. O.).
- Références :
  - La fausse publicité diégétique « L’Os d’Argent » en pré-générique incitant à la revente par appel téléphonique de ses propres os, parodie la pratique de la publicité agressive et intrusive ; son accroche de fin est une référence aux paroles de la chanson traditionnelle Dem Bones.
  - Le titre original de l’épisode fait un jeu de mots entre celui du film L’Espion aux pattes de velours et Claudia Katz (en), une productrice de la série ; et le francophone fait allusion aux Chiens savants des frères Lumière.
  - Le Pr Fisherprice Ladictémagique, membre robotique du comité d’évaluation à la soutenance de thèse d’Amy, est une référence aux marque et jouet éducatifs de mêmes noms.
  - Comme signal donné à leur soucoupe volante en tête de chat (allusion au film Le Chat qui vient de l’espace), le chef thubanien entonne la ritournelle publicitaire The Meow Mix Theme (en), devenue à la fois un mème Internet et outil de torture pour la CIA ; la soucoupe, en réponse, fait un clin d’œil à Rencontres du troisième type.
  - L’affiche « ALL EMPLOYEEZ must haz cat to enter!!! » (« TOUS LÈ’Z’EMPLOYÉES doiven’t’avoir un chat pour entrer ! ») est faite à la manière d’un lol chat.
  - En version originale, Nibbler avant sa tentative d’attendrir Leela pour la dés-hypnotiser, cite à l’attention d’Amy le film L’amour n’est qu’un jeu et sa chanson homonyme (en) par Bobby Brown ; dans la version française, il détourne à son compte « L’amour est enfant de bohême », célèbre vers de l’opéra Carmen.
  - Le cataclysme planétaire provoqué par l’arrêt de la rotation terrestre montre respectivement : Les îles principales d’Hawaï s’empiler d’ouest en est ; tour à tour la tour Élisabeth (censée être détruite depuis Omicron Perséï Huit attaque), puis la statue de la Liberté se substituer à la tour Eiffel (ces deux dernières, déjà aperçues précédemment avec des apparences toutefois différentes) sur le Champ-de-Mars parisien ; les lettres Hollywood, soufflées ; et la nécropole de Gizeh, sous un climat arctique.
  - L’épisode établit dans l’univers de la série que le sens de la rotation terrestre est désormais inversé à titre permanent.

### Épisode 9:Origines mécaniques
- États-Unis : 12 août 2010 sur Comedy Central
- France : 17 février 2012 sur NRJ 12[3]

- États-Unis : 1,96 million de téléspectateurs (première diffusion)

- Gag du sous-titre : Cette fois, c'est personnel (This Time It's Personal en V. O.).
- Références :
  - Le titre de l’épisode fait référence au film Orange mécanique.
  - Lorsqu’il découvre le reniement des créaturistes, le Pr Farnsworth s’exclame, théâtralement et par deux fois, à son équipage en parlant du vaisseau de Planet Express, « (Tout le monde) au Labomobile ! » : détournement à la manière de la réplique « À la Batmobile ! » récurrente durant les scènes d’urgence du super-héros Batman dans sa première série télévisée de 1966.
  - Le Monstre en spaghetti volant créaturiste du début d’épisode est ironiquement la figure centrale du pastafarisme, parodie de religion inventée pour tourner en dérision le  créationnisme.
  - Hermes, en trouvant durant les fouilles du professeur aux gorges d’Olduvaï un teckel à poil ras fossilisé, mentionne le chien de Fry (Seymour) retrouvé dans Ceux qui m’aiment prendront le chien ; l’attitude antipathique de Cubert sur les lieux rappelle le jeune garçon du site de fouille (interprété par Whit Hertford) au début du premier film Jurassic Park ; parmi les têtes de « chaînons manquants » retrouvées par le Pr Farnsworth, se trouve le crâne d’Elvis Presley.
  - La réplique concise et écœurée « I don’t want to live on this planet anymore. » (« Je ne vivrai pas une seconde de plus sur cette planète. » en version française) du professeur — qui voit sa preuve scientifique détournée par son contradicteur créaturiste le simien Dr Banjo sous l’assentiment général, devenue culte, est un mème Internet populaire pour exprimer en réaction sa déception ou son dégoût des autres.
  - Lorsque l’équipage de Planet Express découvre l’existence des Dinosaures robotiques : le Robot plésiosaure crie comme Godzilla ; et le Robot tyrannosaure est inspiré de sa version emblématique des mêmes films Jurassic Park.
  - Le personnage de la naturaliste robotique, le Dr Charlotte Widnar, est une référence explicite à Charles Darwin (dont elle a un dérivé féminin du prénom ; un nom anagrammatique du sien ; et partage la fonction).
  - Au Musée d’Histoire naturelle Robotique : Leela et Amy (précédemment enlevées par des « Robots de Néandertal ») y sont représentées en peintures rupestres ; et la version robotique simplifiée de la galerie de l’histoire évolutive de la lignée humaine compte (à la place présumée du « Robo habilis ») R2-D2 de La Guerre des étoiles, ainsi que (à celle supposée de l’« Ordipithèque ») une imitation de la mascotte olympique Springy le Ressort springfieldien des Simpson.
  - La tablette électronique « iFad » affichant la une d’« USB Today » parodient respectivement l’iPad et USA Today.

### Épisode 10:Le Prisonnier de Benda
- États-Unis : 19 août 2010 sur Comedy Central
- France : 17 février 2012 sur NRJ 12[3]

- États-Unis : 1,77 million de téléspectateurs (première diffusion)

- Gag du sous-titre : Ce qui se passe à Cygnus X-1 reste à Cygnus X-1 (What Happens in Cygnus X-1 Stays in Cygnus X-1 en V. O.).
- Références :
  - Le titre de l’épisode fait référence au Prisonnier de Zenda.
  - Le sous-titre de l’épisode détourne une célèbre accroche de Las Vegas, « Ce qui se passe à Vegas reste à Vegas (en) », pour faire de l’humour noir (Cygnus X-1 étant un trou noir de cet univers).
  - L’Empire Robo-hongrois est une parodie robotique évidente de l’Empire austro-hongrois ; le style de la couronne de l’empereur Nikolai est librement inspiré de la véritable Sainte Couronne hongroise.
  - Leela fait à plusieurs reprises allusion aux films de Nicolas Cage.
  - Afin de vérifier la nature robotique de Bender (dans le corps d’Amy), Nikolai parle d’un « test de Turing inversé » ; pour prouver qu’il est bien qui il est, le concerné effectue la fameuse « rétro-glissade » de Michael Jackson.
  - En parallèle des histoires des autres membres de Planet Express, une idylle « impossible » est développée entre le concierge Scruffy et Seau d’eau, son assistante robot seau de nettoyage des sols profitant d’occuper le corps d’Amy.
  - Le personnage du robot canon Grosse Bertha est une référence flagrante à la pièce d’artillerie allemande éponyme.

### Épisode 11:Différences insurmontables
- États-Unis : 26 août 2010 sur Comedy Central
- France : 20 février 2012 sur NRJ 12[3]

- États-Unis : 1,98 million de téléspectateurs (première diffusion)

- Gag du sous-titre : Deux pelletés de pixels dans chaque scène (Two scoops of pixels in every scene en V. O.).
- Références :
  - Pour aider Lrrr, Fry propose de faire un bulletin d'alerte invasion bidon inspiré du canular radiophonique d'Orson Welles en 1938, il engagera d'ailleurs ce dernier pour le rôle du présentateur.

### Épisode 12:Les Mutants révoltants
- États-Unis : 2 septembre 2010 sur Comedy Central
- France : 20 février 2012 sur NRJ 12[3]

- États-Unis : 1,79 million de téléspectateurs (première diffusion)

- Gag du sous-titre : 100 (illustré en plein écran avec des poutrelles tordues, une image de Bender et un effet visuel « cierge magique »).
- Références :
  - Le titre de l’épisode est un double sens (souligné diégétiquement dans un titre de journal) entre la révolte des mutants contre les Humains, et leurs apparences objectivement repoussantes.
  - Le sous-titre célèbre l’épisode en tant que le 100e de Futurama.
  - Il s’agit du second épisode faisant référence au Titanic avec Titanic II.
  - La scène de l’équipage de Planet Express livrant le soufflé renvoie à la musique du film Le Convoi de la peur.
  - Celle du Collecteur du Quartier Ouest situé sous la ville de New New York est inspirée de la « Grande Machine » (ou « Machine M ») telle qu’elle est illustrée dans le film Metropolis de Fritz Lang ; en version originale, lorsque des égoutiers mutants se font emporter par un reflux d’eaux usées, Morris déclare à sa fille : « Well, they’re with the chuds, now. » (« Bon, ils sont auprès des C.H.U.D.[5] désormais. »), allusion aux créatures des égouts du film d’horreur éponyme et de sa suite.
  - À l’issue de la chute dans les égouts du reste non mutant de l’équipage, le Dr Zoidberg contrairement aux autres, se réceptionne comme si de rien n’était par un atterrissage en douceur surréaliste avec un parapluie à la manière de Marry Poppins.
  -  La bouteille de « Mélange Michael Collins » pour les préparatifs de Bender est un double clin d’œil : d’une part, au type de mélange alcoolisé du même nom ; et d’autre part, à deux homonymes, conjointement Michael Collins l’indépendantiste irlandais et Michael Collins le pilote astronaute d’Apollo 11.
  -  À peu près tous les personnages secondaires et tertiaires humains, robotiques ou extra-terrestres de la série peuvent être vus à la Fête de 100e Livraison de Bender.
  - Une conserve intègre d’anchois du « Norvégien en Colère » (même marque que la fameuse « dernière boîte connue » de Cinquante Millions de dollars d'anchois) peut être aperçue sur le sol des égouts lorsque Fry se vautre aux pieds de l’épave du Land Titanic.
  - La « Marche du Million de Mutants » parodie le Jour de l’expiation.
  - Le missile « I See BM » (« Je vois BM ») de Mme Astor fait un calembour entre le tic de langage et l’acronyme anglais du missile balistique intercontinental (ICBM).
  - La scène théâtrale de Fry lançant aux pieds de Mme Astor « Laissez mon peuple rester à la surface ! » (détournement de « Laisse mon peuple partir ! » ou « Libère mon peuple ! ») et séparant la vague géante d’eau polluée en deux avec le « bâton-ventouse » à faisceau d’énergie parodie le personnage biblique Moïse du livre de l’Exode.
  - La mère de Munda (et grand-mère maternelle de Leela) fait sa première apparition ; sa propre mère est elle-même illustrée par le biais d’un souvenir.
  - La chanson à la fête de Bender est The Boogie That Be des Black Eyed Peas ; celle en fin d’épisode est Bend It! (en) du groupe Dave Dee, Dozy, Beaky, Mick & Tich.

### Épisode 13:L'Épisode incroyable
- États-Unis : 9 septembre 2010 sur Comedy Central
- France : 29 février 2012 sur NRJ 12[3],[6]

- États-Unis : 1,3 million de téléspectateurs (première diffusion)

- Gag du sous-titre : Voyageurs temporels : Plus que 331 jours de shopping avant le Noël précédent (Time travelers: Only 331 shopping days 'til last Xmas en V. O.).
- Références :
  - Le titre de l’épisode hyperbolise le fait qu’il est un épisode spécial thématique festif férié (ici, des fêtes de Noël).
  - L’épisode sur thématique des fêtes de fin d’année propose, à l’instar de Histoires formidables et Histoires formidables 2, des historiettes non canoniques ; elles sont abordées avec le même humour noir qu’un Spécial d’Halloween des Simpson, épisodes spéciaux de l’autre série à succès de Matt Groening.
  - La promotion à répétition du « mécénat » fictif de l’émission, qui « vous est présentée par : les Noix Non décortiquées Gunderson’s », est un pastiche des émissions spéciales de Noël des années 1950 et 1960 aux États-Unis.
  - Les séquences chantées par les personnages sont un autre pastiche des émissions spécial Noël ; Fry peut y être revu jouant de son holophone (avec le Pr Farnsworth jouant du violon et le Dr Zoidberg, de l’accordéon) pour la troisième fois après Parasites perdus et La Main du Diable dans la culotte d'un Zouave.
  - La Tête en Bocal d’Al Gore, interprétée par lui-même en version originale, fait une apparition dans tous les segments, ainsi que la partie finale en compagnie d’Amy.
  - L’épisode brise le quatrième mur à plusieurs reprises en s’adressant directement aux spectateurs par l’entremise des personnages.
  - Segment X-Mas (« Noël ») :
    - À son apparition, Bender est grimé en Casse-noisette du ballet-féerie du même nom.
    - Le plan de la maison de pain d’épices soufflée par une explosion « simili-nucléaire » en calque un emblématique des premiers essais nucléaires filmés.
    - La Réserve mondiale de semences du Svalbard visitée par l’équipage de Planet Express existe réellement, au contraire de celle pour les armes biologiques.
    - La Tête en Bocal de Dick Cheney, ancien 46e vice-président des États-Unis, apparaît ici comme vice-président terricain de Nixon ; il démarra lui-même sa carrière politique dans son administration étasunienne au XXe siècle.

  - Segment Robanukah (« Robanoucca ») :
    - La fête de « Robanoucca » personnellement inventée par Bender est une parodie robotique flagrante de la fête juive de l’Édification.
    - La marque « Roboschewitz » du vin bu par Amy fait allusion à la marque cacher étasunienne Manischewitz (en).
    - Au cours de l’histoire Bender fait, lorsqu’il est contredit ou contrarié, aussi une parodie robotique de chantage victimaire à l’« antisémitisme ».

  - Segment Kwanzaa :
    - Robot Kwaanza fait son entrée en explosant le mur des Conrad à la manière de la mascotte des publicités pour Kool-Aid.
    - Une bande dessinée du Capitaine Avant-Hier, l’alias super-héroïque de Fry dans Astéroïque, est aperçue lue par Dwight Conrad, puis utilisée comme serviette de table par le Dr Zoidberg durant la scène chantée.
    - Le service de cartographie « Google Ruche » utilisé par Hermes dans la Ruche Spatiale parodie Google Earth.

### Épisode 14:Le Silence des robots
- États-Unis : 16 juin 2011 sur Comedy Central
- France : 23 février 2012 sur NRJ 12[3]

- États-Unis : 1,41 million de téléspectateurs (première diffusion)

### Épisode 15:Obsession
- États-Unis : 23 juin 2011 sur Comedy Central
- France : 22 février 2012 sur NRJ 12[3]

- États-Unis : 1,46 million de téléspectateurs (première diffusion)

- Gag du sous-titre : Avec Sparky, l’elfe invisible (Featuring Sparky, The invisible elf en V. O.).
- Références :
  - Le titre original de l’épisode, nom de sa créature, fait un jeu de mots entre la baleine tueuse éponyme du roman Moby-Dick de Melville (que son histoire parodie également) et le ruban de Möbius ; et le francophone fait allusion aux incarnations symboliques respectives du capitaine Achab (protagoniste central de l’œuvre de Melville) par Leela, ainsi que de Moby Dick pour la Baleine géante de l’espace de la Quatrième dimension.
  - Le sous-titre de l’épisode souligne que Sparky l’elfe invisible, même s’il n’est mentionné nulle part dans l’histoire, y est diégétiquement bien présent.
  - Le « Tétraèdre des Bermudes » est une référence flagrante au triangle des Bermudes ; les épaves identifiées ou mentionnées dans son cimetière de vaisseaux spatiaux sont : Discovery One et un monolithe noir (Odyssées de l’espace) ; le vol Oceanic 815 (Lost : Les Disparus) ; le vaisseau des pochettes d’album d’Electric Light Orchestra ; un vaisseau‑mère omicronien (ou le télescope Hubble modifié[7]) ; le Satellite de l’Amour (Mystery Science Theater 3000) ; le vaisseau de Josie et les Pussycats dans le cosmos ; Jupiter 2 (Perdus dans l’espace de 1965) ; des soucoupes volantes types ; des géo-positionneurs satellitaires Garmin et TomTom (respectivement mentionnés comme « Spoutnik 30 » et « Apollo 100 » en version française) ; le premier vaisseau de Planet Express ; un module de commande et de service Apollo (baptisé « Apollo 100 (en) », clin d’œil à celui en pochette de Joy - The Best Of Apollo 100) ; le vaisseau-scarabée des pochettes d’album de Journey ; un module lunaire Apollo ; la station spatiale Skylab ; le vaisseau-guitare des pochettes d’album de Boston ; et enfin, des vaisseaux de The Ur-Quan Masters (en) (nouvelle version ouverte de 2002 de Star Control II).
  - À l’instar du précédent équipage dans Le Dard, l’histoire apprend ce qui est advenu au premier historique de Planet Express (en 2961) ; leur ancien vaisseau (celui-ci d’un modèle plus rétrofuturiste et au code couleurs plus terne que celui en service) est lui aussi découvert par l’équipage actuel en mission.
  - Le souffle expulsé par la créature forme un ensemble de Julia.
  - Durant une scène de péril mortel, en rejetant son avis Leela devenue folle surnomme Amy : « Sailor Moon » en version originale ; « Force Jaune » en version française.
  - Les effets visuels du passage vers la Quatrième dimension sont les mêmes que ceux du vortex spatial du film 2001, l’Odyssée de l’espace.
  - Lorsqu’ils sont à l’intérieur de Möbius Dick, Fry se rappelant une situation comparable confond le personnage biblique Jonas du Livre homonyme avec Pinocchio.
  - Les références et répliques autour de la scène de l’intestin de la Quatrième dimension (en forme d’« infini » comme un ruban de Möbius), ainsi que de la sortie des personnages (comptant parmi eux le Quatrième Docteur de la série Doctor Who) de la gueule de la baleine géante, proviennent du film Rencontres du troisième type.
  - Le système digestif de Möbius Dick se nourrit des obsessions de ses proies à la manière d’un sarlacc de La Guerre des étoiles.
  - La nouvelle apparence de Lando Tucker Sr., le premier capitaine d’équipage de Planet Express, est inspirée de Bill Turner dans Pirates des Caraïbes ; sa rencontre avec Leela parodie une scène du film Pirates des Caraïbes : Jusqu’au bout du monde.
  - À la fin de l’épisode quand Candy, la pilote en chef du premier équipage de Planet Express, exprime à « Johnny » (qui a retrouvé une chevelure) son désir de reprendre leur idylle, il recoiffe sa banane et répond en imitant Fonzie dans Happy Days - Les Jours heureux.
  - Une blague récurrente de l’épisode corrige une erreur répandue en rappelant à l’occasion que la créature (comme le grand cachalot dont il s’inspire) est techniquement un mammifère.

### Épisode 16:La Loi et l'Oracle
- États-Unis : 30 juin 2011 sur Comedy Central
- France : 22 février 2012 sur NRJ 12[3]

- États-Unis : 1,55 million de téléspectateurs (première diffusion)

- Gag du sous-titre : Pour un confinement sophistiqué (For the sophisticated shut-in en V. O.).
- Références :
  - Le titre de l’épisode fait référence à la série de procédure policière et drame juridique New York, police judiciaire.
  - L’histoire de l’épisode parodie le film Minority Report.
  - Hermes brise la continuité en mentionnant la mort (non canonique par Robot Père Noël dans L’Épisode incroyable) de Scruffy, qu’ils ont d’après lui ramené en « zombie » ; le concierge l’euphémise ironiquement par la philosophie bouddhiste « la vie et la mort forment un grand tout indissociable » ; Seau d’eau fait sa première réapparition à ses côtés depuis leur idylle dans Le Prisonnier de Benda.
  - L’entrée de Fry dans la police est une parodie des films Police Academy ; la mention en bas de l’enseigne devant l’édifice peut se comprendre par jeu de mots « Rien à voir avec Police Academy IV ».
  - La « planète dangereuse en 3D » Pandora sur laquelle Bender et Leela doivent effectuer leur prochaine livraison sans Fry, est un clin d’œil évident à la planète éponyme du film Avatar de James Cameron : Leela demande d’ailleurs s’ils ne peuvent pas y envoyer leurs « avatars », ce que le Pr Farnsworth refuse car « la mort du personnel revient moins cher » (autre allusion à cet univers).
  - URL invoque une violation de la « Loi d’invariance de Lorentz » pour un flagrant délit d’excès de vitesse-lumière ; leur course-poursuite à moto avec Fry fait référence aux films Tron et Tron : L'Héritage ; pour justifier sa cascade en Lumicycle, Fry mentionne une publicité pour « du jus d’orange » ; le « Rond-point Fresnel » avec sa lentille géante tournante où finit la course est un clin d’œil à la lentille de Fresnel ; le suspect arrêté par Fry (Erwin Schrödinger) avec sa boîte contenant un atome de césium, du poisson et un chat « qui tant que la boîte ne sera pas ouverte, sera à la fois vivant et mort », est une allusion flagrante à son chat de Schrödinger.
  - La « section des crimes à venir » fait référence à l’organisme Précrime de la nouvelle de science-fiction anticipatoire Rapport minoritaire de Philip K. Dick ; la mention sur le panneau d’entrée détourne le titre de la série de films Souviens-toi… l'été dernier ; à l’entrée de Fry et URL, la Mafia robotique peut être entr’aperçue parmi les suspects affichés sur les écrans muraux ; les gants qui y sont utilisés sont des Power Gloves de Nintendo ; L’oracle cybernétique dans le bain de la section, l’hybride homme-machine Pickles, est un clin d’œil aux Hybrides Cylons de la série télévisée Battlestar Galactica de 2004.

### Épisode 17:Benderama
- États-Unis : 7 juillet 2011 sur Comedy Central
- France : 23 février 2012 sur NRJ 12[3]

- États-Unis : 2,47 millions de téléspectateurs (première diffusion)

### Épisode 18:La Pointe de Zoidberg
- États-Unis : 14 juillet 2011 sur Comedy Central[8]
- France : 21 février 2012 sur NRJ 12[3]

- États-Unis : 1,38 million de téléspectateurs (première diffusion)

### Épisode 19:Un fantôme dans les machines
- États-Unis : 21 juillet 2011 sur Comedy Central
- France : 24 février 2012 sur NRJ 12[3]

- États-Unis : 1,92 million de téléspectateurs (première diffusion)

- Lorsque Bender meurt, son corps est ramené à Planet Express par un véhicule « DeadEx » en référence à FedEx.
- Le titre de l'épisode est une référence à la phrase souvent dite par le créateur des robots dans "I, Robot" : "il y a toujours eu des fantômes dans la machine..." et à l'anime Ghost In The Shell.
- Lorsque Bender reconstitue son corps à la fin de l'épisode, on constate que c'est une référence au dessin animé "Le Géant de Fer" de Brad Bird.

### Épisode 20:La Guerre des sexes
- États-Unis : 28 juillet 2011 sur Comedy Central
- France : 24 février 2012 sur NRJ 12[3]

- États-Unis : 2,5 millions de téléspectateurs (première diffusion)

- Références :
  - La compagnie est renommée « Plan Am » et reprend le logo de la « Pan Am ».
  - Bender se reconstitue à partir d'une flaque de métal tout comme le T-1000 dans le film Terminator 2 : Le Jugement dernier.
  - Les photos prises pour le calendrier sont toutes des vraies photos faites par des pin-up ou des top-models : Farrah Fawcett (Farnsworth), Grace Jones (Hermès), Brigitte Bardot (Scruffy), Betty Grable (Zoïdberg).

### Épisode 21:Leela raconte des histoires
- États-Unis : 4 août 2011 sur Comedy Central
- France : 27 février 2012 sur NRJ 12[3]

- États-Unis : 1,41 million de téléspectateurs (première diffusion)

- Jeu de mots avec Dora, l'Exploratrice qui devient Dora, l'Exterminatrice
- Bob, l’éponge devient Bob, l'éponge Mécanique
- La récompense de la remise de prix est un Slurm Mackenzy en Or

### Épisode 22:On ne fait pas d'omelette sans casser des œufs
- États-Unis : 11 août 2011 sur Comedy Central
- France : 27 février 2012 sur NRJ 12[3]

- États-Unis : 1,46 million de téléspectateurs (première diffusion)

- Gag du sous-titre : Le seul point positif dans votre vie (The One Bright Spot in Your Life en V. O.).
- Références :
  -  Le titre original de l’épisode fait référence aux paroles de la chanson I Am the Walrus des Beatles.
  -  L’histoire de l’épisode renvoie aux légendes du Chupacabra (dont est inspiré l’« Ossus Vampirus » ou Vampire des Os, espèce de Mr Pepps) et du ver de Lambton.
  -  Le distributeur du PEZ pris par Fry pour empêcher son arrêt cardiaque est à l’effigie du 13e chirurgien général étasunien Charles Everett Koop.
  -  Les « cigares zubains » sont une allusion flagrante aux cigares cubains.
  -  Le manuel des monstres médiévaux (avec un dé à douze faces en couverture) du Pr Farnsworth, titré « Gygaxicon », est un clin d’œil par mot-valise à Gary Gygax et au Necronomicon.
  -  Le « signe de croix » dramatique du Dr Zoidberg après son « Dios mío » singe la chorégraphie de la Macarena.
  -  La planète d’origine de Mr Pepps, Doohan 6, est baptisée d’après James Doohan, interprète du « très écossais » Montgomery Scott de la série originale Patrouille du cosmos ; ses habitants humains et elle incarnent les stéréotypes de l’Écosse.
  -  Les tout premiers mots entendus en doohanien, « Fleegle, Bingo, Drooper, Snork! », sont un clin d’œil aux protagonistes de l’émission Banana Split ; en retrouvant ses moutons doohaniens désossés le lendemain, le même Doohanien s’écrie « Gryffondor, Serpentard, Poufsouffle! », clin d’œil cette fois à Harry Potter ; et enfin, à la fin de l’épisode il s’exclame « Dersou Ouzala, Yojimbo, Rashōmon! », titres de films d’Akira Kurosawa.
  -  Hermes répond dès leur arrivée au premier Doohalien par un cliché auto-dérisoire des Étasuniens en lui commandant — en qualité d’« invités chez eux » — de « parler anglais » (« français » dans la version traduite) ; la prosodie du major Angus MacZongo est inspirée de celle de Sean Connery, premier interprète de James Bond.
  -  La fin de l’épisode parodie celles de la série animée Quoi d’neuf Scooby-Doo ? ; la mention de Fry à Dwayne « The Rock » « la Fée des Dents » Johnson fait référence à la double casquette du lutteur-acteur ainsi qu’à son rôle dans le film Fée malgré lui.

### Épisode 23:Les Têtes des présidents
- États-Unis : 18 août 2011 sur Comedy Central
- France : 28 février 2012 sur NRJ 12[3]

- États-Unis : 1,49 million de téléspectateurs (première diffusion)

- Gag du sous-titre : Appliquez l'huile de vision maintenant (Apply viewing oil now en V. O.).
- Références :
  -  Le titre de l’épisode fait conjointement référence au livre Les Hommes du président et à son adaptation cinématographique.
  -  En se croisant à l’arrivée de Fry pour son travail au Musée des Têtes, le Dr Cahill se trompe avec indifférence sur son nom en l’appelant « Lars », clin d’œil à son alter ego du premier film Lars Fillmore.
  -  Le Dr Zoidberg imite le Silly Walk des Monty Python.
  -  Andy Warhol apparaît durant l’un des sauts temporels et fait la connaissance de Zoidberg à l’exposition de ses 32 boîtes de soupe Campbell de 1968 ; conséquemment à cette rencontre, une version uchronique de même date de ses sérigraphies est exposée au retour dans leur présent, à l’effigie du Décapodien de Planet Express et baptisée « Invité malvenu », référence probable à sa tentative d’assassinat.
  -  Alors que chacun du groupe des protagonistes s’arme d’un « Franklinator », blaireau attaché au bout d’un gourdin, ceux de Fry et Bender sont respectivement constitués d’un tamia et d’un requin.
  -  En version originale le Pr Farnsworth, pour exprimer le degré de stupidité « congénitale » de Fry quand il constate sa bêtise, détourne à son attention une véritable expression qui fait allusion aux événements de Tout se termine bien à Roswell : « You’ve really screwed the granny this time. » (« T’as vraiment baisé la grand-mère cette fois. »).
  -  À la fin de la séquence panoramique du New New York « britannisé », le Quatrième Docteur de la série Doctor Who (déjà apparu dans Obsession) est aperçu descendant en trombe d’un bus londonien futuriste pour se précipiter dans le TARDIS.
  -  Le Hermes de cette réalité uchronique porte un maillot aux couleurs de Manchester United.

### Épisode 24:Le Concours de la Nasa
- États-Unis : 25 août 2011 sur Comedy Central
- France : 28 février 2012 sur NRJ 12[3]

- États-Unis : 1,52 million de téléspectateurs (première diffusion)

### Épisode 25:Optimisanthrope
- États-Unis : 1er septembre 2011 sur Comedy Central
- France : 29 février 2012 sur NRJ 12[3],[6]

- États-Unis : 1,57 million de téléspectateurs (première diffusion)

### Épisode 26:Réincarnations
- États-Unis : 8 septembre 2011 sur Comedy Central
- France : 29 février 2012 sur NRJ 12[3]

- États-Unis : 1,48 million de téléspectateurs (première diffusion)

Cet épisode hors continuité est découpé en trois parties pastichant sur ton parodique un type de média : « Bonjour à tous ! », Fry en gentilhomme anti-anarchiste et fou amoureux, souhaite profiter du passage d’une grosse comète de diamantium pur près de la Terre pour démontrer le niveau de son amour à Leela ; « Tenez-vous prêts ! », le Pr Farnsworth après le travail de toute une vie, souhaite faire témoin son équipe de Planet Express de sa découverte ultime, la réponse unique à tous les mystères de la science ; « Action Force de Livraison, en position ! », les Extra-terrestres Qui Communiquent En Dansant de la Planète de l’Espace Numéro 4, menacent la Terre suite à la destruction de leur dieu, la Grande Comète.
- Gag du sous-titre : Réincarnation (Reincarnation en V.O.)
- Références :
  -  L’Entité Galactique (déjà apparue dans La Preuve par Dieu) fait sa réapparition dans le pré-générique d’introduction.
  -  Segment Colorama [in Glorious Black and White] (« Couleurama » — « En noir et blanc ») :
    -  L’histoire est un pastiche de dessin animé traditionnel des années 1920 (à la manière des Studios Fleischer) ; cette version d’Amy est elle-même inspirée de Betty Boop, personnage emblématique desdits studios.
    -  Fry, en avalant le contenu d’une conserve de gelée de champignon pour gagner des muscles et réussir un tour de force, fait référence à Popeye avec ses épinards.
    -  Le plan de clôture avec Bender bégayant imite celui de Porky Pig pour les courts-métrages des Looney Tunes.

  -  Segment Future Challenge 3000 (« Défi du Futur 3000 ») :
    -  L’histoire est un pastiche de jeu vidéo des années 1980.
    -  La Tête en Bocal de Stephen Hawking refait une apparition (cette fois dans un style 8 bits).

  -  Segment Action Delivery Force [蟹先生のすごいダンス（Medical Dance Crab With Lesson）] (« Force de Livraison d’Action » — « La Danse incroyable du Médecin Crabe ») :
    -  L’histoire est un pastiche d’animation japonaise des années 1960 et 1970.
    -  Certaines de ces versions des membres de Planet Express sont inspirées de figures emblématiques du genre (le Pr Farnsworth, de Gendō Ikari de Neon Genesis Evangelion ; Hermes, du rôle-titre de Samurai Jack — doublé par le même comédien ; Amy, du personnage éponyme de Sailor Moon ; Bender, du RX-78-2 Gundam de la série Mobile Suit Gundam ; et Cubert, de Spritle Racer de Speed Racer).
    -  Le robot Zagtar de la scène de souvenir parodie celui éponyme de la série Voltron.
    -  Le monument japonais emblématique du plan d’exposition « recyclé » pour les scènes de destruction planétaire est le Kinkaku-ji.
    -  La musique Alien Attack utilisée dans l’histoire est une musique originale d’animation préexistante tirée de Robotech.